# Vibes (Mythologie)
Die Vibes (Singular Vibis) sind norische weibliche Gottheiten oder göttliche Wesen der keltischen Mythologie. Sie sind Quellgottheiten und gelten als die Hüterinnen der Thermalquellen von Warmbad. In gewisser Weise können die keltischen Vibes mit griechischen Quellnymphen gleichgesetzt werden.
Der Name der Vibes kommt aus dem Keltischen und lautet übersetzt „die Sprudelnden“.
Inschriften, in denen die Viben angerufen werden, wurden bisher ausschließlich in Noricum – unter anderem in Vranje, Slowenien, in Warmbad bei Villach, in Lauriacum (Lorch bei Enns) und in Flavia Solva (Wagna bei Leibnitz) – gefunden.